# Jawad El Andaloussi
Jawad El Andaloussi (en arabe: جواد الأندلسي), de son nom complet Jawad Abbad El Andaloussi, né le 15 juillet 1955 à Casablanca, est un footballeur international marocain qui a évolué pendant la majeure partie de sa carrière au Raja Club Athletic.

## Biographie

### En club
Jawad El Andaloussi voit le jour le 15 juillet 1955 dans le quartier de Derb Sultan, à Casablanca. Dès son jeune âge, il commence à jouer au football dans son quartier avant d'intégrer le centre de formation du Raja Club Athletic en réussissant les tests techniques sous la houlette de maître Ghoulam.
Défenseur agile et à l'aise balle au pied, il évolue avec les minimes et les cadets avant d'être intégré en équipe première par le technicien hongrois Pál Orosz en 1973, alors qu'il est âgé de 18 ans.
Il dispute sa première rencontre avec l'équipe première contre le Kénitra AC au titre de la saison 1973-1974, rencontre qui se solde par un nul 2-2.
En 2002, il quitte le Maroc pour s'expatrier au Canada.

### En sélection[2]
En 1976, il est sélectionné par le roumain Gheorghe Mărdărescu parmi la liste des 20 joueurs qui vont disputer la Coupe d'Afrique des nations 1976.
Les Lions de l'Atlas se déplace en Éthiopie pour sa seconde participation en Coupe d'Afrique des nations. Lors de cette édition, la confédération africaine de football applique une nouvelle formule qui qualifie les deux premières équipes des groupes A et B pour la poule finale. Le Maroc débute alors la compétition le 1er mars 1976 et décroche un nul face au Soudan, avant de triompher face au Zaïre grâce à une réalisation de Abdelâali Zahraoui à la 80e minute permettant aux marocains d'empocher deux points en plus. Vient ensuite le match décisif contre le Nigeria, leader du groupe. Menés au score dès la 5e minute, les marocains parviennent à renverser la score et à remporter le match 3-1. Grâce à cette victoire, le Maroc se qualifie pour la poule finale suivi du Nigéria.
En phase finale, le Maroc triomphe pour son premier match de l’Égypte, alors double champion d'Afrique, grâce à un but tardif de Abdelâali Zahraoui (2-1). En second tour, les Marocains croisent le fer une seconde fois avec les Nigérians. Dans cette rencontre comme celle du premier tour, c'est le Nigéria qui ouvre le score avant que Ahmed Faras et Redouane Guezzar n'inscrivent deux buts. Pratiquement champion avec 4 points, le Maroc joue son ultime match décisif le 14 mars 1976 face à la Guinée qui dispose de 3 points, et qui doit gagner pour remporter le titre. La finale tournera rapidement à l'avantage des Guinéens qui marquent le premier but à la 33e minute, avant que Ahmed Makrouh n'égalise d'un tir lointain à la 86e minute, offrant donc aux Lions de l'Atlas leur premier sacre continental. Jawad El Andaloussi dispute 2 rencontres dans cette compétition.

## Palmarès

### Palmarès en club
| Raja Club Athletic - Championnat du Maroc : - Vice-champion : 1973-74. - Coupe du Trône (2) : - Vainqueur : 1973-74 et 1976-77. |  | Wydad Athletic Club - Coupe du Trône (1) : - Vainqueur : 1980-81. |  | Al Shabab - Championnat d'Arabie saoudite D2 (1) : - Champion : 1979. |

### Palmarès en sélection
Maroc
- Coupe d'afrique des nations (1) :
  - Vainqueur : 1976.